# Віндх'яшакті II
Віндх'яшакті II (д/н — 400) — дхармамагараджа Вацагулми в 355—400 роках. Також відомий як Вінд'ясена.

## Життєпис
Походив з династії Вакатака. Син дхармамагараджи Сарвасени I. Спадкував владу бл. 355 року. Припускають, щодеякийчас визнавав номінальну зверхність родича Прітвісени I з гілки Праварапура-Нандівархана.
Вів війни переважно на півдні. Напис в Аджанті розповідає про перемогу Віндх'яшакті II над правителями Кунтали в Північній Карнатаці, ймовірно, представником Кадамбів за підтримки Прітвісени I.
На кінець правління володів південною Відарбхою, територіями сучасних округів Насік, Ахмеднагар, Пуна і Сатара, регіоном Маратвада.
Йому спадкував син Праварасена II.